# Colus aphelus
Colus aphelus är en snäckart som först beskrevs av Dall 1890.  Colus aphelus ingår i släktet Colus och familjen valthornssnäckor. Inga underarter finns listade i Catalogue of Life.